# Парад в Москве (роман)
«Парад в Москве» (другие варианты перевода: «Дефиляда в Москве», «Дефилада в Москве», «Дефилиада в Москве» — укр. «Дефіляда в Москві») — написанный на украинском языке в 1995—1997 годах сатирический роман-памфлет, самое известное произведение лауреата Всеукраинского литературного конкурса «Коронация слова», уроженца Черновицкой области Украины, писателя Василия Кожелянко (1957—2008).

## Роман
В основе сюжета — скоротечная война германско-украинских войск против Советского Союза в июле-октябре 1941 года, их сокрушительная победа в ней и парад союзников гитлеровской коалиции на Красной площади поверженной Москвы 7 ноября 1941 года.
«Парад в Москве» — первый из семи объединённых в посвящённый Украине сатирический цикл «Империя Трёх Морей» романов-анекдотов, написанных Василием Кожелянко в жанре альтернативной истории.
Роман отмечен премией журнала «Сучасність», стал победителем в рейтинге «Книга года 2000». Автор послесловия к изданию 2000 года Игорь Буркут пишет:

Для нас [украинцев] это произведение прежде всего является попыткой избавиться от устаревших комплексов… Легко смеяться над другими, но только смех над своими недостатками свидетельствует о крепком психическом здоровье.
Оригинальный текст (укр.)Для нас цей твір перш за все є спробою позбутися застарілих комплексів… Легко сміятися з інших, але лише сміх зі своїх недоліків свідчить про міцне психічне здоров’я.

В библиотеке Сторожинецкого района Черновицкой области Украины функционирует мини-музей «Літературна дефіляда Василя Кожелянка», посвящённый жизни и творчеству буковинского писателя.

## Издания
Впервые текст произведения был опубликован в Киеве украинским журналом «Сучасність» (№ 11-12 за 1998 год). Первое книжное издание увидело свет в львовском издательстве «Кальварія» в 2000 году. Позже книга переиздавалась — в 2001 и 2007 («Кальварія»), а также в 2015 годах («Видавництво Старого Лева»). Роман был переведён на русский язык и опубликован киевским журналом «Радуга» (№ 7 за 2003 год). Права на русскоязычное издание выкуплены российским издательством АСТ.
По мотивам «Парада в Москве» в 2000 году был снят документально-игровой фильм, дипломная работа львовского режиссёра Игоря Ящука. В нём в сопровождении германской кинохроники времён Второй мировой войны с Гитлером и Муссолини, закадровый голос зачитывает отрывки из романа. В эпизодической роли-камео в съёмках принял участие и автор, Василий Кожелянко.

## Сюжет
В альтернативной реальности книги «Парад в Москве» страны оси проводят более осторожную войну против СССР, однако неожиданно для всех появляется новая могучая сила — независимая Украина, которая, едва обретя с помощью союзных германо-румыно-венгерских войск часть территории, объявляет 3 июля 1941 года войну Советскому Союзу. Под руководством Провода УПА Украина за три месяца собирает многомиллионную армию, сформированную по новому принципу, который и обеспечивает её непобедимость: бригада — курень — чота — рой. Гитлер поначалу не верит в могущество нового союзника, однако его убеждают в этом начальник абвера адмирал Вильгельм Канарис и начальник управления НСДАП по внешней политике Альфред Розенберг.
К большому сожалению, промышленность порабощённой ненавистными русскими довоенной Украины была сугубо мирной. Но в короткий срок её заводы перестраиваются на военный лад, осваивая современные технологии, добытые при участии Штирлица — украинского разведчика Максима Исаченко. Первые десять дивизий Украины комплектуются за счёт трофейного советского оружия, полученного от панически бегущей за Урал Красной армии. И уже в сентябре с конвейера Харьковского танкового завода сходят первые украинские танки, на Луганском заводе конструируют украинские самострелы по финляндскому ноу-хау, а авиазавод КБ Антоненко штампует тысячи бомбардировщиков «Ант», истребителей «Гонта» и штурмовиков «Перун».

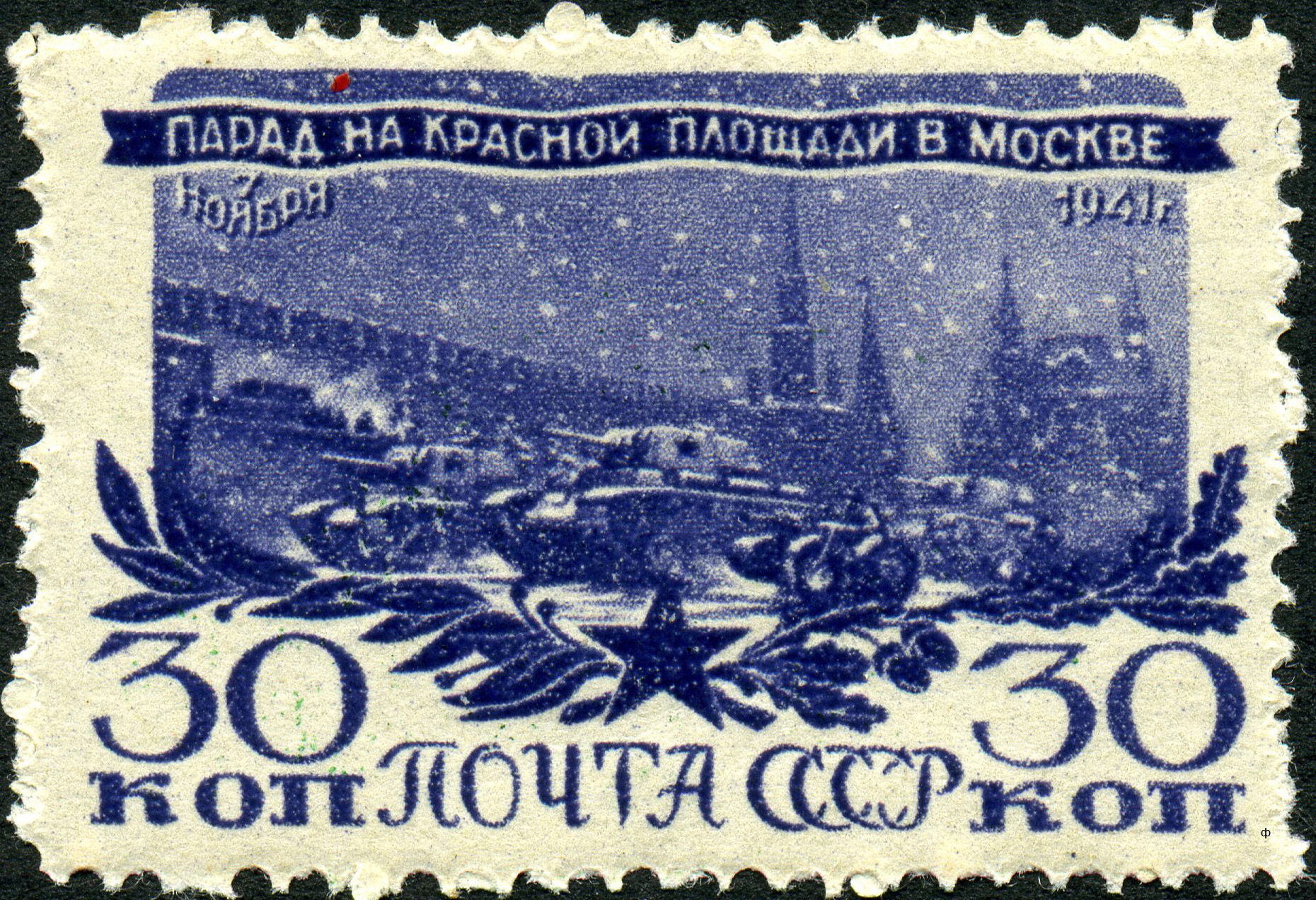
Парад на Красной площади 7 ноября 1941 года, марка СССР

Президент Украины Степан Бандера назначает начальником генерального штаба Романа Шухевича. Воодушевлённый этим, вместе с союзными по Антикоминтерновскому пакту народами на войну с российским имперским коммунизмом поднимается весь украинский народ, включая и пленных украинцев из Красной армии, из числа которых расстреливают только политруков и работников НКВД. В итоге вестник Егоренко и шеренговый Кантарчук 9 октября 1941 года устанавливают сине-жёлтый Флаг Победы на Спасской башне Московского Кремля.
7 ноября 1941 года на Красной площади — парад войск стран гитлеровской коалиции. Адольф Гитлер въезжает на площадь на золотой колеснице, запряжённой четвёркой белых лошадей, раб из Бердичева держит над его головой венок триумфатора. Среди стран оси до парада был горячий спор о том, кто должен идти следом за германскими войсками, — но Гитлер постановил, что это могут быть только украинцы, потому что именно они первыми вошли в Москву, взяли в плен Сталина и больше всего претерпели от московского большевизма.